# Joan Mascaró i Fornés
Joan Mascaró i Fornés (* 8. Dezember 1897 in Santa Margalida; † 19. März 1987 in Comberton, Cambridge) war ein spanischer Orientalist.

## Leben
Er wurde auf der spanischen Mittelmeerinsel Mallorca geboren und lehrte in Cambridge Englische Literatur und orientalische Sprachen. Spezialisiert war er insbesondere auf die Sprache und Kultur des Sanskrit. In Oxford war er als Lektor tätig. Er ging nach Sri Lanka und wurde Vize-Rektor des Paramesvara-Colleges  in Jaffna.
In den 1930er Jahren übersetzte er Teile des Bhagavad Gita ins Katalanische und ins Englische. 1939 ließ er sich in Cambridge nieder. Im Jahr 1958 veröffentlichte er mit Lamps of Fire eine Auswahl von Texten mystischen Inhalts verschiedener Kulturen. Er übersetzte diverse Werke aus dem Sanskrit und Pali ins Englische, darunter die Upanishaden und das Dhammapada. Seine Übersetzungen fanden während der 1970er Jahre in der westlichen Welt, insbesondere in den anglo-amerikanischen Ländern, große Beachtung. Joan Mascaró i Fornés war mit John Lennon befreundet. Die Arbeiten Mascaró i Fornés beeinflussten die Komposition von George Harrisons The Inner Light.
Joan Mascaró i Fornés wurde in seinem Geburtsort Santa Margalida beigesetzt. Sein Grabstein ist auf Katalanisch und Englisch mit einem seinen Büchern entnommenen Zitat beschriftet. Auf Deutsch lautet es sinngemäß Wir kommen von Gott, wir leben mit Gott, wir gehen zu Gott.